# Goniothorax perkinsi
Goniothorax perkinsi är en skalbaggsart som beskrevs av Sharp 1908. Goniothorax perkinsi ingår i släktet Goniothorax och familjen glansbaggar. Inga underarter finns listade i Catalogue of Life.